# Pelasgus prespensis
Pelasgus prespensis é uma espécie de peixe actinopterígeo da família Cyprinidae.
Pode ser encontrada nos seguintes países: Albania, Grécia e República da Macedónia.
Os seus habitats naturais são: lagos de água doce.
Está ameaçada por perda de habitat.